# Powiat Arida
Powiat Arida (jap. 有田郡 Arida-gun) – powiat w Japonii, w prefekturze Wakayama. W 2024 roku liczył 41 449 mieszkańców.

## Miejscowości
- Aridagawa
- Hirogawa
- Yuasa